# Bengt Rystedt
Bengt Rystedt, född 4 april 1937, är en svensk kartograf.
Bengt Rystedt studerade 1963–1967 vid Lunds universitet och avlade kandidatexamen i matematik och informationsbehandling. Han disputerade på Lunds Tekniska Högskola i geografisk informationsbehandling på en avhandling om digitaliserad kartering. Han började arbeta på Centralnämnden för fastighetsdata (1972–1984) och var därefter på Lantmäteriverket i Gävle, varav som forskningschef 1996–2003. Han har också varit adjungerad professor vid lantmätarutbildningen i Lund 1996–1998 och vid Högskolan i Gävle 1996–2005. 
Han var ordförande i Internationnal Cartographic Association 1999–2003.